# Wishbone
Pour les articles homonymes, voir Wishbone (homonymie).

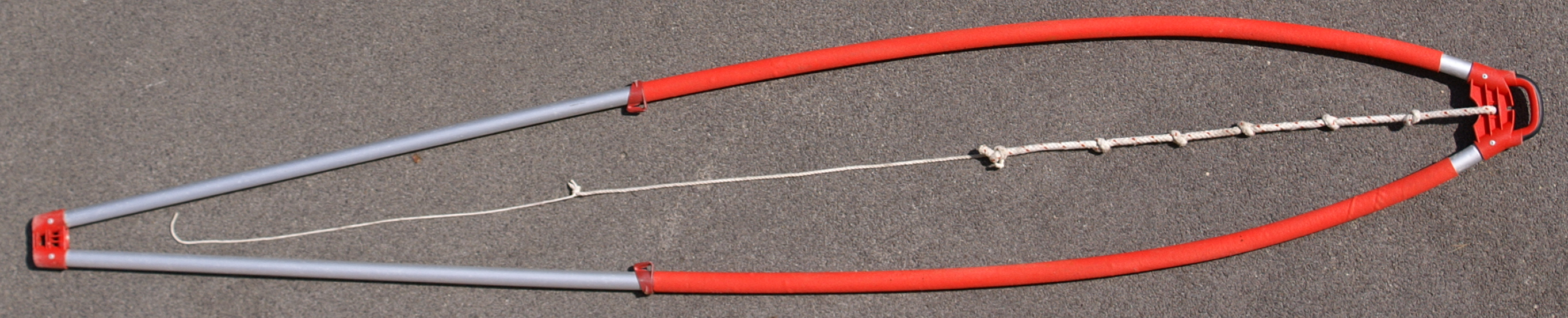
Un wishbone de planche à voile

Le wishbone, ou la bôme double, est une bôme particulière constituée d'un double espar arqué entourant la voile et permettant de la tendre. Il relie le mât en un point intermédiaire de sa hauteur au point d'écoute de la voile. C'est aussi un élément indispensable du gréement des planches à voile.

## Étymologie
Sa conception en double cintre, de part et d'autre de la voile, le fait ressembler à un os de volaille, la furcula ou fourchette, os claviculaire en forme d'Y, d'où son nom d'origine anglaise : wishbone, « os à vœu »,.

## Histoire
Issu des voiliers légers de Polynésie, ce gréement fut d'abord utilisé en voile légère au XIXe siècle et permettait de laisser libre la courbure de la voile et donc lui donner un galbe de belle qualité. Il fut aussi utilisé pour agrandir la surface de certaines voiles notamment dans les hauts (comme sur le Pen Duick III).
C'est un élément indispensable et emblématique des planches à voile dont il constitue un concept de base. À l'origine en teck, il est aujourd'hui en aluminium ou en fibres de carbone, mesurant entre 1,40 m et 2,75 m. Il permet le contrôle de la voile à la main, dans toutes les manœuvres et pendant la navigation.
Les premiers wishbones de planche à voile étaient fixés au mât par une série de nœuds (des demi-clés à capeler) réalisées avec le wishbone parallèle au mât. En le ramenant à la perpendiculaire pour installer le point d'écoute, le cordage de fixation se tendait un peu plus, mais cette liaison mât-wishbone prenait assez rapidement du jeu, même avec un cordage pré-étiré.
Au tournant des années 1980 un inventeur, Srançois Sebright réalisa un embout avant "automatique" qui utilisait un levier à genouillère et une boucle de câble d'acier inoxydable imitée du procédé de fermeture des chaussures de ski, ce qui permit d'obtenir enfin une liaison rigoureuse entre mât et wishbone. Par la suite d'autres systèmes du même ordre furent développés par des firmes spécialisées comme Nautix (France) ou North sails (États-Unis), ils sont aujourd'hui universellement employés.